# Атон (місто)
Атон (правильна назва якого — Сліпучий Атон, хоча спочатку археологи охрестили його Піднесенням Атона) — являє собою залишки давньоєгипетського міста на західному березі Нілу в Фіванському некрополі недалеко від Луксора. Названий на честь єгипетського бога сонця Атона, місто, схоже, залишалося відносно незайманим більше двох тисячоліть. З моменту його відкриття в кінці 2020 року, є найбільшим містом Стародавнього Єгипту, з високим ступенем збереженості, що дозволяє порівнювати його з давньоримським містом Помпеї.

## Історія
Заснування міста датується періодом правління Аменхотепа III, близько 3400 років тому (1386-1353 рр .. до н. е..). Ряд написів дозволив археологам встановити точні дати історії міста. Одна з них відноситься до 1337 р. до н. е., що збіглося з періодом правління Ехнатона, який, як вважають, перебрався в свою нову столицю в Ахетатоні в наступному році. Інформація, отримана в результаті розкопок, дає можливість припускати, що Атон згодом потрапив під владу Тутанхатена, який змінив своє ім'я на Тутанхамон на честь іншого єгипетського бога. Надалі місто було використано передостаннім правителем вісімнадцятої династії Ай. Розкопки також показали чотири окремих шари поселень, які свідчать про відновлення проживання в місті ще в коптсько-візантійську епоху, з III по VII століття нашої ери.

## Відкриття
До 2020 року багато попередніх дослідних місій намагалися визначити місцезнаходження міста, але терпіли невдачу. У вересні 2020 року, під керівництвом єгипетського археолога Захі Хавасса, були розпочаті нові розкопки в районі між похоронним храмом Рамзеса III і поминальним храмом Аменхотепа III, що в подальшому виявилося південним кварталом міста. На залишки міста натрапили, коли Хавасс і його команда шукали залишки поховального храму Тутанхамона. Знахідка показала, що місто був найбільшим адміністративним і промисловим центром того періоду.
Місто є частиною палацового комплексу Аменхотепа (Малката, також відомого як «Сліпучий Атон»), розташованого на північ від знайденого міста. Підтвердження відкриття було оголошено Захі Хавассом 8 квітня 2021 року. Єгиптолог Бетсі Брайан назвала його найбільш важливим археологічним відкриттям в Єгипті з часів виявлення гробниці Тутанхамона.

## Склад
На сьогоднішній день виявлено кілька окремих кварталів, утворених зигзагоподібними мурами з сирцевої цегли, в тому числі квартал пекарні, багатий предметами повсякденного життя та роботи, пов'язаної з художнім та промисловим життям міста. Були ідентифіковані три палаци. Станом на квітень 2021 року, північні квартали і міське кладовище знайдені, але не розкопані.